# Мойсандер, Хенрик
Хе́нрик Мойса́ндер (швед. Henrik Moisander; родился 29 сентября 1985, Турку, Финляндия) — финский футболист, вратарь клуба «Интер» (Турку). Выступал в сборной Финляндии.
Брат-близнец Никласа Мойсандера.

## Клубная карьера
В возрасте 11 лет Хендрик стал играть за юношеский состав ТПС Турку. В 2003 году вместе с братом-близнецом Никласом отправился в академию амстердамского «Аякса». В августе 2006 года Хендрик покинул «Аякс» и перешёл в шведский клуб «Ассириска», подписав контракт на один год.
Спустя сезон Мойсандер вернулся в Финляндию в свой бывший клуб ТПС. Дебют голкипера в команде состоялся 25 июня 2008 года в матче чемпионата против «Хаки». В том сезоне Хендрик сыграл три матча, а в январе 2009 года перешёл в другой финский клуб — «Ваасан Паллосеура». Дебютировал 22 апреля в матче с «Хакой», выйдя на замену. В сезоне 2009 сыграл в чемпионате 9 матчей и пропустил 14 мячей.
В 2010 году Мойсандер вернулся в ТПС, где вскоре стал основным вратарём клуба. С 2014 года выступал за «Лахти».

## Сборная Финляндии
Он сыграл три матча за юношескую сборную Финляндии до 19 лет.